# T-Mobile Tchéquie
T-Mobile est le plus grand opérateur de réseau mobile en République tchèque. Au 31 décembre 2014, six millions de clients utilisaient les services T-Mobile.

## Histoire
T-Mobile opère sur le marché tchèque depuis 1996 en tant que coentreprise (Ceske Radiokomunikace et Deutsche Telekom), fournissant un réseau appelé Paegas. T-Mobile exploite la République tchèque en tant que réseau de communication mobile général répondant aux normes GSM, UMTS et LTE. Le 19 octobre 2005, T-Mobile a été le premier opérateur en République tchèque à lancer cette technologie 3G. En 2011, O2 Czech Republic et T-Mobile Czech Republic ont signé un accord sur le partage des deuxième, troisième et réseaux LTE.